# Воядинська сільська рада
Вояди́нська сільська рада (рос. Воядинский сельский совет) — муніципальне утворення у складі Янаульського району Башкортостану, Росія. Адміністративний центр — село Вояди.

## Населення
Населення — 540 осіб (2019, 703 в 2010, 872 в 2002).

## Склад
До складу поселення входять такі населені пункти:
| Населений пункт        | Населення, осіб (2002) | Населення, осіб (2010) |
| ---------------------- | ---------------------- | ---------------------- |
| Акилбай, присілок      | 114                    | 78                     |
| Бадряш-Актау, присілок | 14                     | 24                     |
| Байсарово, присілок    | 22                     | 5                      |
| Вояди, село            | 440                    | 395                    |
| Карман-Актау, село     | 96                     | 65                     |
| Туртик, село           | 125                    | 84                     |
| Чангакуль, присілок    | 61                     | 52                     |